# Брокдорф
Брокдорф (нім. Brokdorf) — громада в Німеччині, розташована в землі Шлезвіг-Гольштейн. Входить до складу району Штайнбург. Складова частина об'єднання громад Вільстермарш.
Площа — 19,79 км2. Населення становить 981 ос. (станом на 31 грудня 2020).